# Catalina Ossa
Catalina Ossa (* 25. Oktober 1997) ist eine chilenische Leichtathletin, die sich auf den Hochsprung spezialisiert.

## Sportliche Laufbahn
Erste internationale Erfahrungen sammelte Catalina Ossa im Jahr 2014, als sie bei den Jugendsüdamerikameisterschaften in Cali mit übersprungenen 1,72 m die Bronzemedaille gewann. 2016 belegte sie bei den U23-Südamerikameisterschaften in Lima mit 1,73 m auf dem vierten Platz und erreichte mit der chilenischen 4-mal-400-Meter-Staffel nach 4:22,47 min Rang fünf. 2021 klassierte sie sich dann bei den  Südamerikameisterschaften in Guayaquil mit einer Höhe von 1,71 m den siebten Platz.
2021 wurde Osso chilenische Meisterin im Hochsprung.